# Werner Ziemann
Werner Ziemann (* 16. August 1909; † 12. Dezember 1971) war ein deutscher Gewerkschafter und von 1961 bis 1965 Vorsitzender der Gewerkschaft Gewerkschaft Handel, Banken und Versicherungen HBV (heute ver.di).

## Werdegang
Werner Ziemann begann am 1. April 1924 in Magdeburg eine Ausbildung im Einzelhandel und wurde sofort Mitglied der Gewerkschaft. Anschließend war er lange Jahre im Innen- und Außendienst eines maßgebenden deutschen Markenartikelunternehmens tätig. Seine hauptamtliche Tätigkeit in der Gewerkschaftsbewegung nahm er im Juli 1946 auf. Nach kurzer Tätigkeit als DGB-Angetelltensekretär in Niedersachsen und Geschäftsführer der HBV-Ortsverwaltung Göttingen übernahm er im April 1949 die Funktion des HBV-Landesbezirksleiters in Niedersachsen. In Göttingen hatte er Abspaltungen zur DAG verhindert. 1951 wurde er in den Geschäftsführenden Hauptvorstand der Gewerkschaft Handel, Banken und Versicherungen HBV als Hauptfachabteilungsleiter für den Handel gewählt. 1961 wählen ihn die Delegierten des 5. Gewerkschaftstages zum 1. Vorsitzenden; nach vierjähriger Amtszeit trat er im April 1965 aus gesundheitlichen Gründen zurück.